# کهیلا
کَهیلا، در شاهنامه نام یک سردار و فرمانده تورانی است. او را نبیره افراسیاب و از نزدیکان ایلا و برزوایلا (که هر دو از فرماندهان سپاه توران بودند) نیز دانسته‌اند. در جریان جنگ بزرگ کیخسرو، کهیلا بدست منوچهر، دلاور ایرانی، از پای درآمد و کشته شد.
که در شاهنامه به کشته شدن کهیلا اشاره شده:
| بدست منوچر بر میمنه     |  | کهیلا که صد شیر بد یک تنه |
| جرنجاش بر میسره شد تباه |  | بدست فریبرز کاوس شاه      |

## توصیف فردوسی
فردوسی در شاهنامه اینگونه از کهیلا نام برده‌است:
| سپاهی به جنگی کهیلا سپُرد    |  | یکی نیز بر پور، ایلا سپُرد    |
|                             |  |                              |
| سپاهی به جنگ کهیلا سپرد     |  | یکی تیزتر بود ایلای گرد      |
| نبیره جهاندار افراسیاب      |  | که از پشت شیران ربودی کباب   |
| دو جنگی ز توران سواران بدند |  | به دل یک به یک کوه‌ساران بدند |